# Mount Ossa
Mount Ossa är ett berg i Australien. Det ligger i regionen Meander Valley och delstaten Tasmanien, i den sydöstra delen av landet, omkring 150 kilometer nordväst om delstatshuvudstaden Hobart. Toppen på Mount Ossa är 1 614 meter över havet.
Mount Ossa är den högsta punkten i trakten. Runt Mount Ossa är det mycket glesbefolkat, med 2 invånare per kvadratkilometer.. Det finns inga samhällen i närheten. 
I omgivningarna runt Mount Ossa växer i huvudsak städsegrön lövskog. Genomsnittlig årsnederbörd är 1 598 millimeter. Den regnigaste månaden är augusti, med i genomsnitt 204 mm nederbörd, och den torraste är januari, med 63 mm nederbörd.